# Daniel Sawyer
Pour les articles homonymes, voir Sawyer.
Daniel Sawyer (Pine Island, Minnesota, 20 juin 1882 - Clarendon Hills, Illinois, 5 juillet 1937) est un golfeur américain. En 1904, il remporta une médaille d'or en golf aux Jeux olympiques de Saint Louis, dans la catégorie par équipe.